# Гай Секстилий
Гай Секстилий (на латински: Gaius Sextilius) e политик на Римската република от 4 век пр.н.е.
През 379 пр.н.е. той е консулски военен трибун. Той е първият от своята плебейска фамилия Секстилии, който става консулски трибун. Неговите колеги са Луций Юлий Вописки Юл, Публий Манлий Капитолин, Гней Манлий Вулзон, Марк Албиний, Луций Антистий, Публий Требоний и Гай Еренуций.